# Genaro Codina (Messico)
Genaro Codina è una municipalità dello stato di Zacatecas, nel Messico centrale, il cui capoluogo è la omonima località.
Conta 8.104 abitanti (2010) e ha una estensione di 796,57 km².
In nome della località è dedicato a Genaro Codina, musicista, autore della Marcha de Zacatecas, considerato come il secondo inno nazionale messicano.